# Войны чикамога

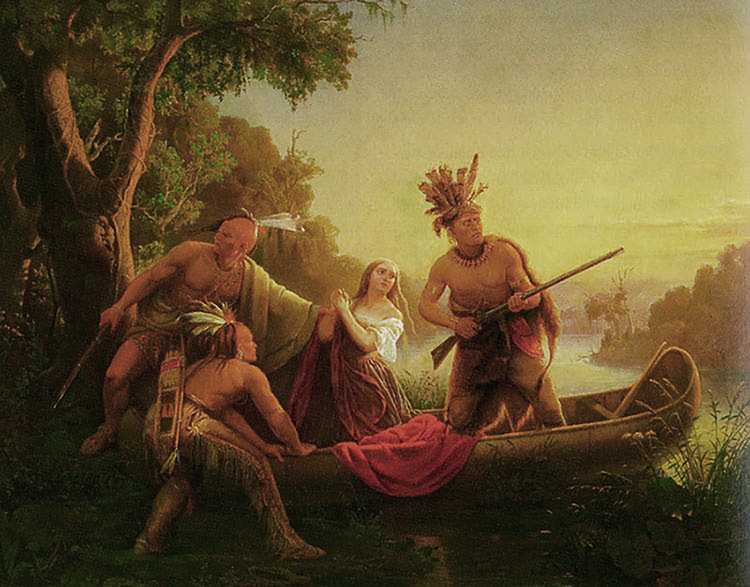
Похищение Джемимы Бун, дочери Даниэля Буна. Карл Вимар, 1853 г.

Войны чикамога (1776—1794 гг.) — серия вооруженных столкновений индейцев племен чероки с белыми американскими поселенцами, претендовавшими на их земли. Военные действия начались летом 1776 г. группой чероки, называемой чикамога или нижние чероки на территории Теннесси и Кентукки. Ранняя фаза конфликтов носит также название «Вторая война чероки» (первой называют войну, которую англичане вели с чероки в 1758—1761 гг.), она завершилась уже в 1777 г. Кроме индейцев чероки в ней также принимали участие крики и шауни. Индейцы также пользовались поддержкой британских войск и торговцев, видевших в них опору в войне с США. Чероки участвовали в создании Западной индейской конфедерации, которая вела с США войну на Северо-западных территориях. Являясь особой группой чероки, чикамога никогда не были отдельным племенем индейцев, хотя и имели своего военного вождя. Это было вооруженное формирование, в состав которого кроме чероки входили индейцы других племен, а также беглые рабы, лоялисты и другие люди, случайно присоединившиеся к чикамога и вовлеченные в их войну.

## Предыстория конфликта

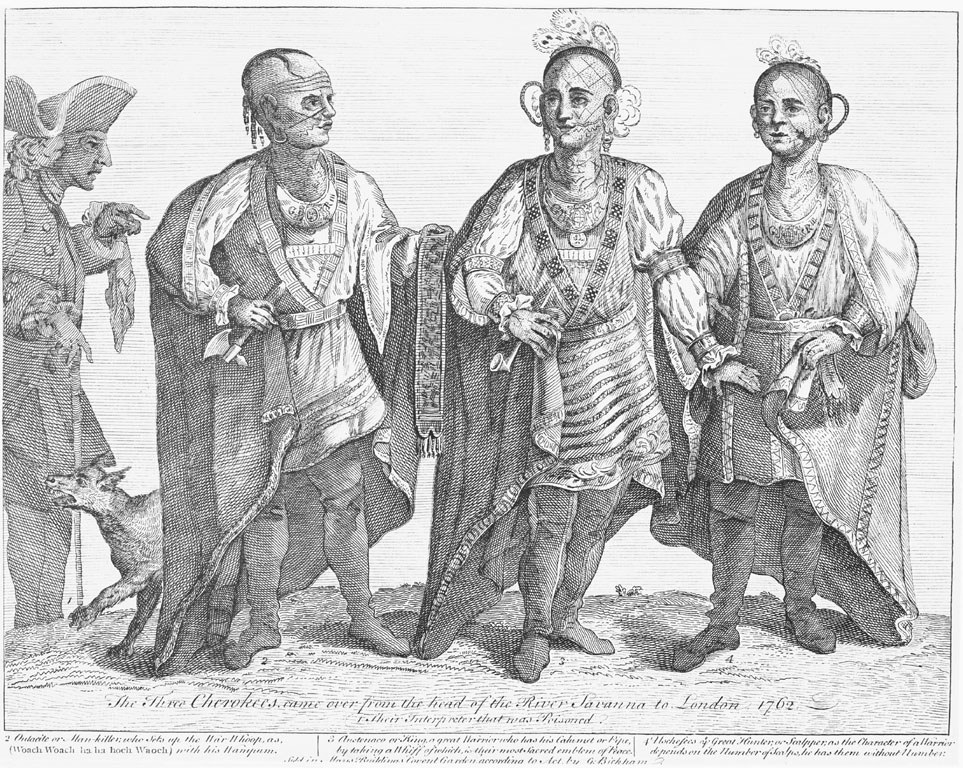
Генри Тимберлейк отправляется к чероки как посланец дружбы. Позже Тимберлейк с тремя индейцами ездил в Лондон, 1763 г.

Чероки имели длительный опыт военных столкновений с участием англичан. В 1654 г. отряд виргинцев при поддержке союзных индейцев атаковал их городок Рикохакан. В 1708 г. чероки вынуждены были уйти из верховьев реки Огайо под давлением делаваров и переселиться на юг. В 1711-15 гг. они поддержали англичан из Южной Каролины в войне против индейцев тускарора, а в 1715-17 гг. сначала воевали против белых на стороне племени ямаси, а потом изменили им и снова поддержали англичан, что обеспечило последним победу.
В Франко-индейской войне 1754-63 гг. чероки вначале поддержали англичан против французов и племени шауни. Тем не менее, некоторые из вождей чероки поддерживали французов, и в 1758 г. они выступили против англичан. В 1761 г. виргинцы заключили с чероки сепаратный мир. Вслед за Виргинией чероки заключили мир и с Северной Каролиной (1762 г.). В ходе военных действий британские войска под командованием генерала Гранта до тла разорили несколько городков чероки, они уже никогда не отстроились. Итогом войны и дипломатической миссии Генри Тимберлейка и трех сопровождавших его индейских вождей в Лондон было принятие Королевской декларации 1763 года, объявлявшей индейские земли неприкосновенными для английских подданных.

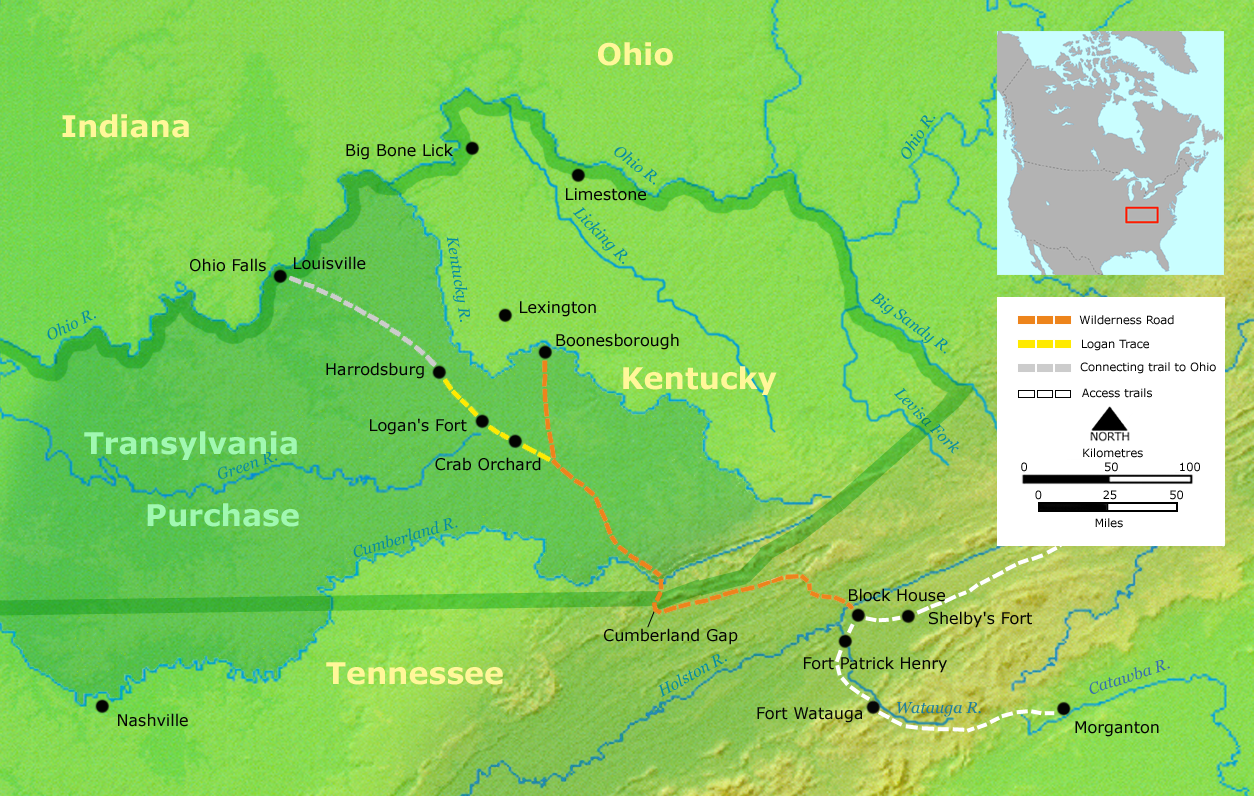
Дорога в Дикий край и предполагаемая территория «Трансильвании».

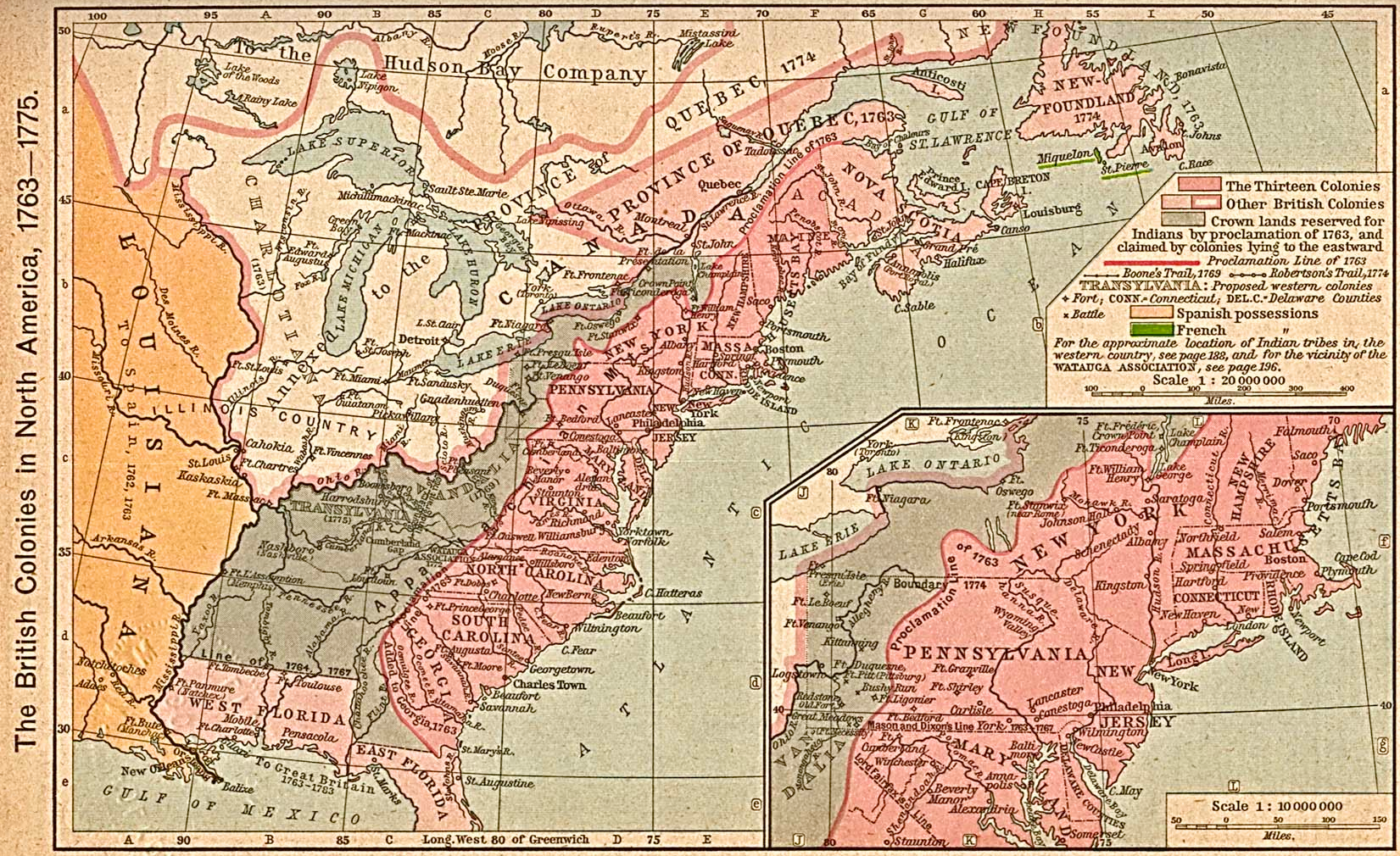
Британские колонии накануне революции с указанием территории «Трансильвании» и других несостоявшихся колоний.

После восстания Понтиака территория Кентукки была выделена под охотничьи угодья белых колонистов. С 1768 г. они начали заселение Кентукки с крайнего северо-востока. В 1773 г. в основании постоянных поселений участвовал знаменитый охотник Даниэль Бун, сын которого был захвачен и убит индейцами, что спровоцировало карательную экспедицию из Виргинии, называемую «Война лорда Данмора» (в то время губернатор Виргинии). В 1775 г. при посредничестве Буна судья Хендерсон из Виргинии выкупил у индейских вождей земли Кентукки, намереваясь основать на ней новую колонию Трансильвания. Но часть вождей отказалась признать покупку законной и заявила, что «…вы купили чистую землю, но над нею висит облако; и ваши поселения будут наполнены тьмой и кровью». Покупка была также признана незаконной губернаторами Виргинии и Северной Каролины, и Хендерсону пришлось спасаться бегством, чтобы избежать ареста.

## Вторая война чероки

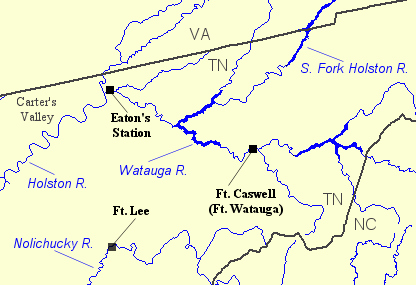
Расположение фортов, атакованных индейцами в 1776 г.

С началом революции Хендерсон и его сторонники решили, что власти королевских губернаторов они более могут не признавать и продолжали освоение «купленных» земель. Между тем лоялисты начали снабжать чероки оружием для борьбы с поселенцами. Обе стороны начали готовиться к войне.
В мае 1776 г. при посредничестве англичан состоялась конференция индейских вождей, на которой были спланированы акции против белого населения Кентукки («Трансильвании») и других колоний американского Юга. В ходе последовавших рейдов индейцы, в частности, захватили в плен трех девушек, среди которых была Джемима Бун, дочь Даниэля Буна. Через три дня Бун освободил их после короткой перестрелки с похитителями. Этот реальный эпизод был позже описан Фенимором Купером в романе Последний из могикан. Поскольку белое население было предупреждено о предстоящей атаке как самими угрожавшими им индейцами, так и перебежчиками, ни существенных военных потерь, ни какого-либо стратегического преимущества для какой-либо из сторон в ходе столкновений не отмечается. Зато в ответ на развязанные индейцами военные действия из Северной и Южной Каролин в регион было направлено около трех с половиной тысяч бойцов милиции, которые разорили более пятидесяти индейских городков, сожгли посевы и дома, истребили скот и убили сотни их жителей, обратив в рабство всех пленных.
Узнав, что на них идет ещё один большой отряд из Виргинии, старейшины чероки решили выдать зачинщиков войны и просить мира. Но вождь военного отряда Несущий Каноэ обвинил их в сотрудничестве с врагом и заявил: «Мои воины со мной, и мы удержим наши земли.»
В следующем 1777 г. чероки заключили мир, согласившись уступить свои земли Южной Каролине и разместить у себя гарнизон милиции. Ни чикамога, как теперь стали называть непримиримую часть индейцев, ни белые поселенцы, воевать при этом не прекратили.

## Первая миграция
Отложившаяся от своего племени часть непримиримых чероки переселилась за реку Чикамога (приток реки Теннесси), от которой и происходит их название. Там, в пограничных районах современных штатов Теннесси и Джорджия, уже существовали торговые посты лоялистов, продолжавших обеспечивать индейцев вооружением, импортируемым через Флориду. Ранее на этих землях жили крики, но они отошли из пограничного с чероки района ещё в начале XVIII в. и использовали его только для охоты. Отсюда чикамога продолжали ходить в свои рейды на все поселения и экспедиции белых в пределах досягаемости, включая не только территории современных штатов Теннесси, Кентукки и Джорджия, но и Виргиния, Каролины и Огайо. В 1778—1779 г. при поддержке чикамога британские войска взяли города Джорджии Саванну и Огасту.
В 1779 г., пока основные силы чикамога воевали в Южной Каролине и Джорджии, виргинская милиция сожгла их городки и посевы. Но это не сломило индейцев. Более того, племя чикасо, обнаружив, что в их охотничьих угодьях тоже появились поселения белых американцев, присоединились к чикамога и вступили в войну на их и британской стороне. Былые противоречия, из-за которых чикасо и чероки воевали между собой в 1758-69 гг., были забыты перед лицом общего врага. Но и поселения белых продолжали возникать на их землях одно за другим. В том числе в том же 1779 г. был основан город Нашвилл.

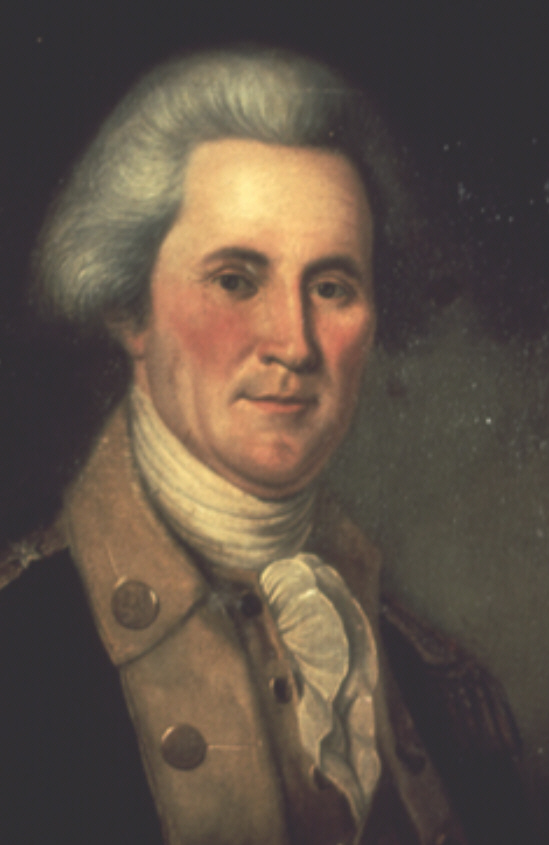
Джон Севир

В 1780 г. чикамога участвовали в боях между отрядами лоялистов и американской армии, наступавшей на Огасту. На помощь революционной армии в свою очередь пришел отряд из 900 «мужчин из-за гор», белых поселенцев Теннесси и Кентукки под командованием Джона Севира. Зная о малочисленности последних, лоялисты уговорили индейцев атаковать их позиции, но чикамога и лоялисты были побеждены.
В декабре того же года Севир вновь отправился воевать с чикамога во главе отряда из 700 бойцов из Виргинии. Городки чикамога были вновь сожжены, в то время как потери белых поселенцев во время всех атак индейцев чикамога, чикасо, шауни, делаваров и других племен составили не более 40 человек.

## Вторая миграция
К 1781 г. чикамога частично расселились на землях криков, шауни, минго и делаваров. Между тем рейды индейцев чикасо, шауни, делаваров, вайандотов (потомков гуронов), минго и других племен на Кентукки и Теннесси продолжались. Под их давлением белые поселенцы начали сдавать свои позиции и уезжать на восток. До 1785 г. их оставалось в регионе только три.
Между тем Испания вступила в войну на стороне США. В 1781 г. испанцы наступали из Нового Орлеана, а революционная армия США заняла Огасту. В следующем 1782 г. американцы взяли и Саванну, отрезав чикамога от поставок оружия из Великобритании. В том же 1782 г. отряд Севира снова появился в бассейне реки Чикамога, сжигая на своем пути селения индейцев.
Накануне заключения мира между США и Великобританией лидеры чикамога при посредничестве англичан встретились во Флориде с вождями криков, чикасо, семинолов и других племен и подписали договор о создании индейской конфедерации для продолжения борьбы с США. Тем не менее, чикасо и крики вскоре заключили с американцами сепаратный мир и вышли из войны. В то же время, поскольку испанцы после заключения мира уже не были союзниками США и оспаривали у них часть Юго-западных территорий, они обещали помочь индейцам оружием вместо эвакуировавшихся англичан. С 1786 г. чикамога возобновили рейды в Кентукки и Теннесси, куда начали было возвращаться белые поселенцы.
В отличие от южной конфедерации договор индейских вождей, заключенный в форте Детройт, оказался более жизнеспособным. Созданная там Западная Индейская Конфедерация, снова с участием чикамога, не без успеха вела войну с США до 1795 г. Чтобы ослабить её, губернатор Северо-западных территорий Артур Сент-Клер заключил в 1789 г. сепаратный мир с племенами ирокезов, делаваров и некоторых других индейских народностей. Однако позиции белых колонистов также были ослаблены тем, что их верхушка в Теннесси в свою очередь вела сепаратные переговоры с Испанией, намереваясь принять испанское подданство и передать самопровозглашенное здесь государство под власть Испании. Поскольку формально эти территории состояли под юрисдикцией Северной Каролины, власти штата отказались от своих претензий на земли Теннесси в пользу федерального правительства, и в 1790 г. по образцу Северо-западных территорий Конгресс организовал здесь Юго-Западные территории. В следующем 1791 г. их губернатор Уильям Блаунт подписал с вождями чероки договор, признающий их протекторатом США, что вожди чероки сочли уравниванием их в правах с штатами.
Однако в том же году на территорию Западной конфедерации вступили войска под командованием их губернатора генерала Сент-Клера. Индейцы собрали свои войска, в том числе в их состав входил и отряд чикамога, и осенью наголову разбили американцев, истребив почти все силы Сент-Клера. Победа воодушевила индейцев, и их атаки на белые поселения продолжались.

## Окончание войны
Хотя чикамога и поддерживавшие их индейские племена оказывали упорное сопротивление, белые поселенцы все же удержались на землях Теннесси и Кентукки. Несмотря на многочисленные попытки захватить американские городки и селения, включая Ноксвилл, который был столицей Юго-Западных территорий, индейцам удавалось попасть туда только для переговоров. В конце концов, в 1794 г. Западная конфедерация проиграла Северо-западную индейскую войну, и чикамога лишились союзников. Одновременно испанцы, вовлеченные в наполеоновские войны, утратили интерес к Юго-западным территориям, признали их владением США и прекратили снабжать чикамога оружием. Без оружия и союзников чикамога не имели шансов не только на победу, но и на физическое выживание в войне с США и сочли за благо согласиться на условия мира, уже принятые остальными чероки. В ноябре 1794 г. они подписали мирный договор и соблюдали его до начала XIX в. Согласно договору, чероки сохранили за собой территории, на которых ещё не было американского населения, но более не пытались вернуть земли Теннесси и Кентукки, на которых белые уже поселились. Кентукки был провозглашён штатом ещё в 1792 г. В 1796 г. в состав США был принят и штат Теннесси.